# Produit long
Les produits longs sont des produits semi-finis et alliages métalliques qui sont fabriqués par laminage, étirage (de) ou forgeage avec une section (de) constante, avec une grande dimension (longueur) et deux petites (largeur et épaisseur).
Selon la norme allemande DIN EN 10079 par exemple, les termes génériques « produits longs » et « produits plats » sont réservés aux produits sidérurgiques. Les produits plats (de) ont deux grandes dimensions (longueur et largeur) et une petite (épaisseur).
On distingue les produits longs suivants, :
- Produits longs enroulés en couronnes tels que le fil tréfilé[4] ou laminé (à partir d'environ 5,5 mm de diamètre) ;
- barres formées à chaud (barres d'acier) ;
- barres forgées (barre de fer) ;
- Tiges de forage creuses ;
- Acier étiré (de)[4] ;
- fers à béton ou acier pour armatures de précontrainte (de) nervurés et profilés, à section transversale majoritairement ronde[4] ;
- Les aciers profilés laminés à chaud ou les aciers façonnés sont des produits ayant une section définie. Ils sont expédiés sous forme de barre.
  - Rails en acier de forme spéciale, fabriqués jusqu'à 120 m de longueur
  - palplanches en tant que produits longs spéciaux nécessaires à la fixation dans les travaux d'infrastructure (de) .
- profils soudés (par ex. poutres-caisson creuses)
- Profils formés à froids
- Tubes en acier et profilés creux laminés ou soudés[4]
- d'autres produits (pièces de forme libre (de), pièces forgées, pièces estampées ou matricées, pièces moulées et produits de la métallurgie des poudres tels que anneaux, roues ou disques)[4].